# Gloxiniaväxter
Gloxiniaväxter (Gesneriaceae) är en familj av trikolpater som består av omkring 3 200 arter i ungefär 150 släkten. Flera släkten har blivit vanligt förekommande krukväxter. Det mest välbekanta krukväxtsläktet är antagligen saintpaulia.
Gloxiniaväxterna är vanligen fleråriga örter eller halvbuskar men även buskar och små träd förekommer. De allra flesta arterna är hemmahörande i tropiska och subtropiska områden men ett fåtal finns även i tempererade områden. Det största och mest spridda släktet är Cyrtandra med omkring 600 arter i sydöstra Asien, Malaysia, Indonesien, Filippinerna och Stilla havets öar så långt bort som till Hawaii. 
Gloxiniaväxtfamiljens systematik är för närvarande föremål för forskning och familjens sammansättning har ändrats på senare år. Exempelvis har släktet Rehmannia ibland ingått i gloxiniaväxterna, men tillhör numera lejongapsväxterna.
Det vetenskapliga namnet Gesneriaceae kommer från släktet Gesneria, som uppkallats efter den schweiziska humanisten Conrad Gessner.